# Dicentria marimba
Dicentria marimba är en fjärilsart som beskrevs av William Schaus 1921. Dicentria marimba ingår i släktet Dicentria och familjen tandspinnare. Inga underarter finns listade i Catalogue of Life.